# Partecipanti al Tour de France 2011
Qui di seguito viene riportato l'elenco dei partecipanti al Tour de France 2011.

## Corridori per squadra
Nota: R ritirato, NP non partito, FT fuori tempo
| Saxo Bank-Sungard             | Saxo Bank-Sungard             | Saxo Bank-Sungard             | Movistar Team               | Movistar Team               | Movistar Team               | Lampre-ISD                        | Lampre-ISD                        | Lampre-ISD                        |
| ----------------------------- | ----------------------------- | ----------------------------- | --------------------------- | --------------------------- | --------------------------- | --------------------------------- | --------------------------------- | --------------------------------- |
| 1                             | Alberto Contador              | 5º                            | 81                          | David Arroyo                | 36º                         | 161                               | Damiano Cunego                    | 7º                                |
| 2                             | Jesús Hernández               | 92º                           | 82                          | Andrey Amador               | 166º                        | 162                               | Leonardo Bertagnolli              | R 18ª                             |
| 3                             | Daniel Navarro                | 62º                           | 83                          | Rui Faria da Costa          | 90º                         | 163                               | Grega Bole                        | 127º                              |
| 4                             | Benjamín Noval                | 116º                          | 84                          | Imanol Erviti               | 88º                         | 164                               | Matteo Bono                       | 93º                               |
| 5                             | Richie Porte                  | 72º                           | 85                          | José Iván Gutiérrez         | 102º                        | 165                               | Danilo Hondo                      | 109º                              |
| 6                             | Chris Anker Sørensen          | 37º                           | 86                          | Beñat Intxausti             | R 8ª                        | 166                               | Denys Kostjuk                     | 153º                              |
| 7                             | Nicki Sørensen                | 95º                           | 87                          | Vasil' Kiryenka             | FT 6ª                       | 167                               | David Loosli                      | 59º                               |
| 8                             | Matteo Tosatto                | 123º                          | 88                          | José Joaquín Rojas          | 80º                         | 168                               | Adriano Malori                    | 91º                               |
| 9                             | Brian Vandborg                | 125º                          | 89                          | Francisco Ventoso           | 139º                        | 169                               | Alessandro Petacchi               | 107º                              |
| Manager: Bradley McGee        | Manager: Bradley McGee        | Manager: Bradley McGee        | Manager: Yvon Ledanois      | Manager: Yvon Ledanois      | Manager: Yvon Ledanois      | Manager: Fabrizio Bontempi        | Manager: Fabrizio Bontempi        | Manager: Fabrizio Bontempi        |
| Team Leopard-Trek             | Team Leopard-Trek             | Team Leopard-Trek             | Liquigas-Cannondale         | Liquigas-Cannondale         | Liquigas-Cannondale         | HTC-Highroad                      | HTC-Highroad                      | HTC-Highroad                      |
| 11                            | Andy Schleck                  | 2º                            | 91                          | Ivan Basso                  | 8º                          | 171                               | Mark Cavendish                    | 130º                              |
| 12                            | Fabian Cancellara             | 119º                          | 92                          | Maciej Bodnar               | 143º                        | 172                               | Lars Bak                          | 154º                              |
| 13                            | Jakob Fuglsang                | 50º                           | 93                          | Kristijan Koren             | 87º                         | 173                               | Bernhard Eisel                    | 161º                              |
| 14                            | Linus Gerdemann               | 60º                           | 94                          | Paolo Longo Borghini        | 126º                        | 174                               | Matthew Goss                      | 142º                              |
| 15                            | Maxime Monfort                | 29º                           | 95                          | Daniel Oss                  | 100º                        | 175                               | Tony Martin                       | 44º                               |
| 16                            | Stuart O'Grady                | 78º                           | 96                          | Maciej Paterski             | 69º                         | 176                               | Danny Pate                        | 165º                              |
| 17                            | Joost Posthuma                | 108º                          | 97                          | Fabio Sabatini              | 167º                        | 177                               | Mark Renshaw                      | 163º                              |
| 18                            | Fränk Schleck                 | 3º                            | 98                          | Sylwester Szmyd             | 42º                         | 178                               | Tejay van Garderen                | 82º                               |
| 19                            | Jens Voigt                    | 67º                           | 99                          | Alessandro Vanotti          | 133º                        | 179                               | Peter Velits                      | 19º                               |
| Manager: Kim Andersen         | Manager: Kim Andersen         | Manager: Kim Andersen         | Manager: Mario Scirea       | Manager: Mario Scirea       | Manager: Mario Scirea       | Manager: Allan Peiper             | Manager: Allan Peiper             | Manager: Allan Peiper             |
| Euskaltel-Euskadi             | Euskaltel-Euskadi             | Euskaltel-Euskadi             | AG2R La Mondiale            | AG2R La Mondiale            | AG2R La Mondiale            | Team Europcar                     | Team Europcar                     | Team Europcar                     |
| 21                            | Samuel Sánchez                | 6º                            | 101                         | Nicolas Roche               | 26º                         | 181                               | Thomas Voeckler                   | 4º                                |
| 22                            | Gorka Izagirre                | 66º                           | 102                         | Maxime Bouet                | 55º                         | 182                               | Anthony Charteau                  | 52º                               |
| 23                            | Egoi Martínez                 | 34º                           | 103                         | Hubert Dupont               | 22º                         | 183                               | Cyril Gautier                     | 43º                               |
| 24                            | Alan Pérez                    | 94º                           | 104                         | John Gadret                 | NP 11ª                      | 184                               | Yohann Gène                       | 158º                              |
| 25                            | Rubén Pérez                   | 75º                           | 105                         | Sébastien Hinault           | 111º                        | 185                               | Vincent Jérôme                    | 155º                              |
| 26                            | Amets Txurruka                | R 9ª                          | 106                         | Blel Kadri                  | 117º                        | 186                               | Christophe Kern                   | NP 5ª                             |
| 27                            | Pablo Urtasun                 | 149º                          | 107                         | Sébastien Minard            | 110º                        | 187                               | Perrig Quéméneur                  | 151º                              |
| 28                            | Iván Velasco                  | NP 6ª                         | 108                         | Jean-Christophe Péraud      | 10º                         | 188                               | Pierre Rolland                    | 11º                               |
| 29                            | Gorka Verdugo                 | 25º                           | 109                         | Christophe Riblon           | 51º                         | 189                               | Sébastien Turgot                  | 120º                              |
| Manager: Gorka Gerrikagoitia  | Manager: Gorka Gerrikagoitia  | Manager: Gorka Gerrikagoitia  | Manager: Vincent Lavenu     | Manager: Vincent Lavenu     | Manager: Vincent Lavenu     | Manager: Jean-René Bernaudeau     | Manager: Jean-René Bernaudeau     | Manager: Jean-René Bernaudeau     |
| Omega Pharma-Lotto            | Omega Pharma-Lotto            | Omega Pharma-Lotto            | Sky Procycling              | Sky Procycling              | Sky Procycling              | Katusha Team                      | Katusha Team                      | Katusha Team                      |
| 31                            | Jurgen Van Den Broeck         | R 9ª                          | 111                         | Bradley Wiggins             | R 7ª                        | 191                               | Vladimir Karpec                   | 28º                               |
| 32                            | Philippe Gilbert              | 38º                           | 112                         | Juan Antonio Flecha         | 98º                         | 192                               | Pavel Brutt                       | R 9ª                              |
| 33                            | André Greipel                 | 156º                          | 113                         | Simon Gerrans               | 96º                         | 193                               | Denis Galimzjanov                 | FT 12ª                            |
| 34                            | Sebastian Lang                | 113º                          | 114                         | Edvald Boasson Hagen        | 53º                         | 194                               | Vladimir Gusev                    | 23º                               |
| 35                            | Jürgen Roelandts              | 85º                           | 115                         | Christian Knees             | 64º                         | 195                               | Michail Ignat'ev                  | 147º                              |
| 36                            | Marcel Sieberg                | 141º                          | 116                         | Ben Swift                   | 137º                        | 196                               | Vladimir Isajčev                  | R 13ª                             |
| 37                            | Jurgen Van De Walle           | R 4ª                          | 117                         | Geraint Thomas              | 31º                         | 197                               | Aleksandr Kolobnev                | NP 10ª                            |
| 38                            | Jelle Vanendert               | 20º                           | 118                         | Rigoberto Urán              | 24º                         | 198                               | Egor Silin                        | 73º                               |
| 39                            | Frederik Willems              | R 9ª                          | 119                         | Xabier Zandio               | 48º                         | 199                               | Jurij Trofimov                    | 30º                               |
| Manager: Herman Frison        | Manager: Herman Frison        | Manager: Herman Frison        | Manager: Sean Yates         | Manager: Sean Yates         | Manager: Sean Yates         | Manager: Dmitrij Konyšev          | Manager: Dmitrij Konyšev          | Manager: Dmitrij Konyšev          |
| Rabobank Cycling Team         | Rabobank Cycling Team         | Rabobank Cycling Team         | Quickstep Cycling Team      | Quickstep Cycling Team      | Quickstep Cycling Team      | Vacansoleil-DCM Pro Cycling Team  | Vacansoleil-DCM Pro Cycling Team  | Vacansoleil-DCM Pro Cycling Team  |
| 41                            | Robert Gesink                 | 33º                           | 121                         | Sylvain Chavanel            | 61º                         | 201                               | Romain Feillu                     | NP 12ª                            |
| 42                            | Carlos Barredo                | 35º                           | 122                         | Tom Boonen                  | R 7ª                        | 202                               | Borut Božič                       | 136º                              |
| 43                            | Lars Boom                     | R 13ª                         | 123                         | Gerald Ciolek               | 150º                        | 203                               | Thomas De Gendt                   | 63º                               |
| 44                            | Juan Manuel Gárate            | NP 9ª                         | 124                         | Kevin De Weert              | 13º                         | 204                               | Johnny Hoogerland                 | 74º                               |
| 45                            | Bauke Mollema                 | 70º                           | 125                         | Dries Devenyns              | 46º                         | 205                               | Björn Leukemans                   | FT 19ª                            |
| 46                            | Grischa Niermann              | 71º                           | 126                         | Addy Engels                 | 146º                        | 206                               | Marco Marcato                     | 89º                               |
| 47                            | Luis León Sánchez             | 57º                           | 127                         | Jérôme Pineau               | 54º                         | 207                               | Wout Poels                        | R 9ª                              |
| 48                            | Laurens ten Dam               | 58º                           | 128                         | Gert Steegmans              | NP 13ª                      | 208                               | Rob Ruijgh                        | 21º                               |
| 49                            | Maarten Tjallingii            | 99º                           | 129                         | Niki Terpstra               | 134º                        | 209                               | Lieuwe Westra                     | 128º                              |
| Manager: Adri van Houwelingen | Manager: Adri van Houwelingen | Manager: Adri van Houwelingen | Manager: Wilfried Peeters   | Manager: Wilfried Peeters   | Manager: Wilfried Peeters   | Manager: Hilaire van der Schueren | Manager: Hilaire van der Schueren | Manager: Hilaire van der Schueren |
| Team Garmin-Cervélo           | Team Garmin-Cervélo           | Team Garmin-Cervélo           | FDJ                         | FDJ                         | FDJ                         | Saur-Sojasun                      | Saur-Sojasun                      | Saur-Sojasun                      |
| 51                            | Thor Hushovd                  | 68º                           | 131                         | Sandy Casar                 | 27º                         | 211                               | Jérôme Coppel                     | 14º                               |
| 52                            | Tom Danielson                 | 9º                            | 132                         | William Bonnet              | FT 14ª                      | 212                               | Arnaud Coyot                      | 148º                              |
| 53                            | Julian Dean                   | 145º                          | 133                         | Mickaël Delage              | 132º                        | 213                               | Anthony Delaplace                 | 135º                              |
| 54                            | Tyler Farrar                  | 159º                          | 134                         | Arnold Jeannesson           | 15º                         | 214                               | Jimmy Engoulvent                  | 160º                              |
| 55                            | Ryder Hesjedal                | 18º                           | 135                         | Gianni Meersman             | 77º                         | 215                               | Jérémie Galland                   | 138º                              |
| 56                            | David Millar                  | 76º                           | 136                         | Rémi Pauriol                | R 7ª                        | 216                               | Jonathan Hivert                   | 97º                               |
| 57                            | Ramūnas Navardauskas          | 157º                          | 137                         | Anthony Roux                | 101º                        | 217                               | Fabrice Jeandesboz                | 124º                              |
| 58                            | Christian Vande Velde         | 17º                           | 138                         | Jérémy Roy                  | 86º                         | 218                               | Laurent Mangel                    | 122º                              |
| 59                            | David Zabriskie               | R 9ª                          | 139                         | Arthur Vichot               | 104º                        | 219                               | Yannick Talabardon                | 47º                               |
| Manager: Jonathan Vaughters   | Manager: Jonathan Vaughters   | Manager: Jonathan Vaughters   | Manager: Thierry Bricaud    | Manager: Thierry Bricaud    | Manager: Thierry Bricaud    | Manager: Stéphane Heulot          | Manager: Stéphane Heulot          | Manager: Stéphane Heulot          |
| Pro Team Astana               | Pro Team Astana               | Pro Team Astana               | BMC Racing Team             | BMC Racing Team             | BMC Racing Team             |                                   |                                   |                                   |
| 61                            | Aleksandr Vinokurov           | R 9ª                          | 141                         | Cadel Evans                 | 1º                          |                                   |                                   |                                   |
| 62                            | Rémy Di Grégorio              | 39º                           | 142                         | Brent Bookwalter            | 114º                        |                                   |                                   |                                   |
| 63                            | Dmitrij Fofonov               | 106º                          | 143                         | Marcus Burghardt            | 164º                        |                                   |                                   |                                   |
| 64                            | Andrij Hrivko                 | 144º                          | 144                         | George Hincapie             | 56º                         |                                   |                                   |                                   |
| 65                            | Maksim Iglinskij              | 105º                          | 145                         | Amaël Moinard               | 65º                         |                                   |                                   |                                   |
| 66                            | Roman Kreuziger               | 112º                          | 146                         | Steve Morabito              | 49º                         |                                   |                                   |                                   |
| 67                            | Paolo Tiralongo               | R 17ª                         | 147                         | Manuel Quinziato            | 115º                        |                                   |                                   |                                   |
| 68                            | Tomas Vaitkus                 | 140º                          | 148                         | Ivan Santaromita            | 83º                         |                                   |                                   |                                   |
| 69                            | Andrej Zejc                   | 45º                           | 149                         | Michael Schär               | 103º                        |                                   |                                   |                                   |
| Manager: Aleksandr Šefer      | Manager: Aleksandr Šefer      | Manager: Aleksandr Šefer      | Manager: John Lelangue      | Manager: John Lelangue      | Manager: John Lelangue      |                                   |                                   |                                   |
| Team RadioShack               | Team RadioShack               | Team RadioShack               | Cofidis, le Crédit en Ligne | Cofidis, le Crédit en Ligne | Cofidis, le Crédit en Ligne |                                   |                                   |                                   |
| 71                            | Janez Brajkovič               | R 5ª                          | 151                         | Rein Taaramäe               | 12º                         |                                   |                                   |                                   |
| 72                            | Chris Horner                  | NP 8ª                         | 152                         | Mickaël Buffaz              | 131º                        |                                   |                                   |                                   |
| 73                            | Markel Irizar                 | 84º                           | 153                         | Samuel Dumoulin             | 162º                        |                                   |                                   |                                   |
| 74                            | Andreas Klöden                | R 13ª                         | 154                         | Leonardo Duque              | 121º                        |                                   |                                   |                                   |
| 75                            | Levi Leipheimer               | 32º                           | 155                         | Julien El Fares             | 40º                         |                                   |                                   |                                   |
| 76                            | Dmitrij Murav'ëv              | 129º                          | 156                         | Tony Gallopin               | 79º                         |                                   |                                   |                                   |
| 77                            | Sérgio Paulinho               | 81º                           | 157                         | David Moncoutié             | 41º                         |                                   |                                   |                                   |
| 78                            | Jaroslav Popovyč              | NP 10ª                        | 158                         | Tristan Valentin            | 118º                        |                                   |                                   |                                   |
| 79                            | Haimar Zubeldia               | 16º                           | 159                         | Romain Zingle               | 152º                        |                                   |                                   |                                   |
| Manager: Alain Gallopin       | Manager: Alain Gallopin       | Manager: Alain Gallopin       | Manager: Didier Rous        | Manager: Didier Rous        | Manager: Didier Rous        |                                   |                                   |                                   |

## Ciclisti per nazione
Le nazionalità rappresentate nella manifestazione sono 29; in tabella il numero dei ciclisti suddivisi per la propria nazione di appartenenza:
| Numero ciclisti | Nazione                                                                             |
| --------------- | ----------------------------------------------------------------------------------- |
| 45              | Francia                                                                             |
| 26              | Spagna                                                                              |
| 15              | Belgio, Italia                                                                      |
| 11              | Stati Uniti                                                                         |
| 12              | Germania, Paesi Bassi                                                               |
| 9               | Russia                                                                              |
| 6               | Australia                                                                           |
| 5               | Danimarca, Gran Bretagna, Kazakistan                                                |
| 4               | Slovenia, Svizzera                                                                  |
| 3               | Polonia, Ucraina                                                                    |
| 2               | Colombia, Lituania, Lussemburgo, Norvegia, Portogallo                               |
| 1               | Australia, Bielorussia, Canada, Costa Rica, Estonia, Irlanda, Rep. Ceca, Slovacchia |